# Kyōto-shiritsu Geijutsu Daigaku

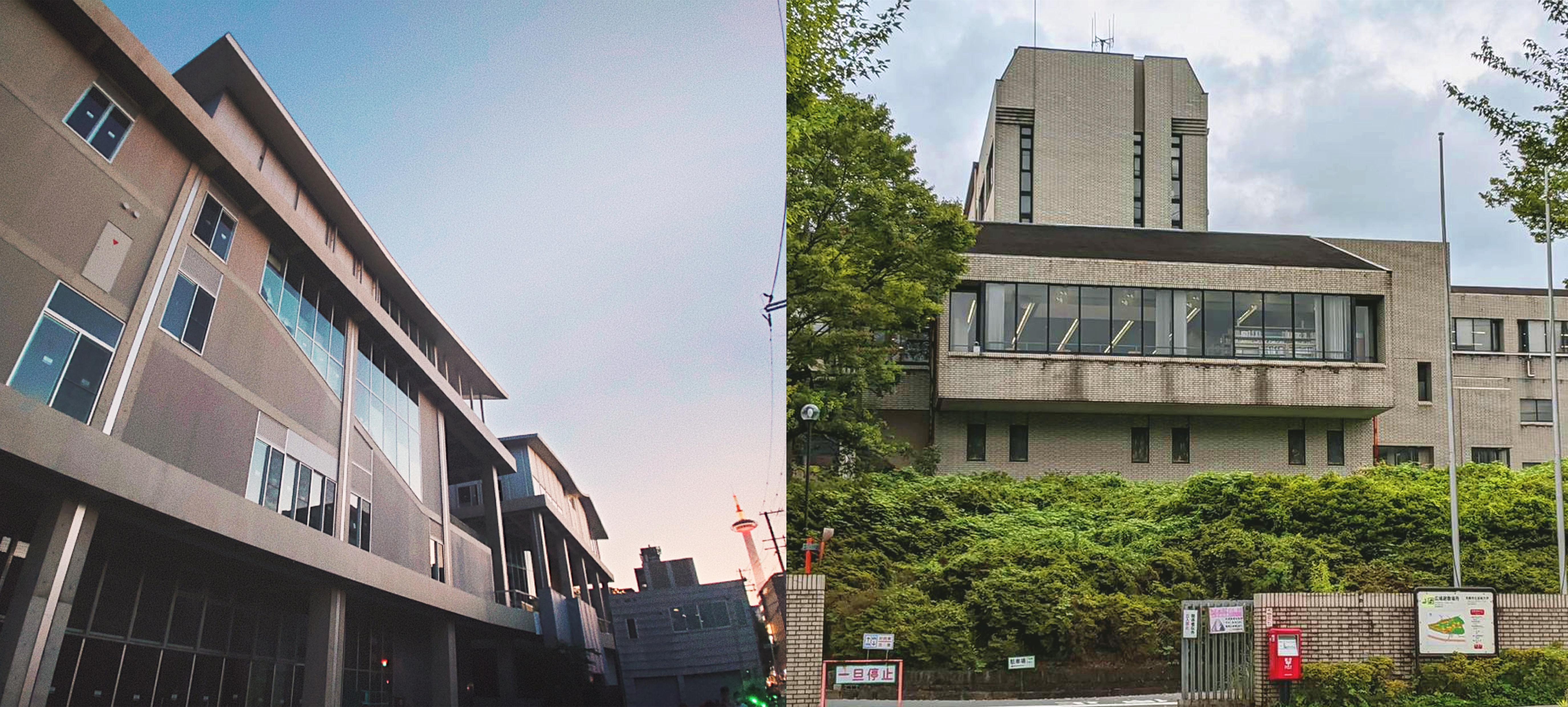
Neuer Sūjin-Campus (links) und Kutsukake-Campus (recht, 1980–2023)

Die Kyōto-shiritsu Geijutsu Daigaku (jap. 京都市立芸術大学, dt. „Städtische Kunsthochschule Kyōto“; engl. Kyoto City University of Arts) Offiziell abgekürzt als kyō-gei (jap. 京芸) oder Kyōto-geidai (jap. 京都芸大, engl. Kyoto Univ. of Arts) ist eine 1880 gegründete Kunsthochschule in Kyōto. Sie hat die älteste Geschichte aller Kunsthochschulen in Japan. Präsidentin ist Tamame Akamatsu.

## Geschichte
Die Hochschule wurde 1880 als Kyōto-fu Gagakkō (京都府画学校, dt. „Malereischule der Präfektur Kyōto“, engl. Kyoto Prefectural School of Painting) mit temporärem Sitz in den Gärten des Kaiserpalastes von Kyōto gegründet. Nachdem 1889 die Trägerschaft auf die Stadt überging, benannte sie sich in Kyōto-shi Gagakkō (京都市画学校, dt. „Malereischule der Stadt Kyōto“, engl. Kyoto Municipal School of Painting) um. 1891 benannte sie sich in Kyōto-shi Bijutsu Gakkō (京都市美術学校, dt. „Kunstschule der Stadt Kyōto“, engl. Kyoto Municipal School of Arts), 1894 in Kyōto-shi Bijutsu Kōgei Gakkō (京都市美術工芸学校, dt. „Kunsthandwerksschule der Stadt Kyōto“, engl. Kyoto Municipal School of Arts and Crafts) und 1901 in Kyōto-shiritsu Bijutsu Gakkō (京都市立美術学校, dt. „Städtische Kunsthandwerksschule Kyōto“, engl. Kyoto City School of Arts) um.
1909 stand sie unter der Kontrolle des Bildungsministeriums und wurde in Kyōto-shiritsu Kaiga Semmon Gakkō (京都市立絵画専門学校, dt. „Städtische Malereifachschule Kyōto“, engl. Kyoto City Specialist School of Painting) umbenannt. 1926 zog die Schule nach Hiyoshi-chō, Imakumano, Higashiyama-ku um.
1945 folgte die Neugründung als Kyōto-shiritsu Bijutsu Semmon Gakkō (京都市立美術専門学校, dt. „Städtische Kunstfachschule Kyōto“, engl. Kyoto City Specialist School of Arts). 1950 wurde sie in den Stand einer Hochschule erhoben und benannte sich in Kyōto-shiritsu Bijutsu Daigaku (京都市立美術大学, dt. „Städtische Kunsthochschule Kyōto“, engl. Kyoto City College of Arts) um. 1952 wurde die Kurzhochschule für Musik Kyōto-shiritsu Ongaku Tanki Daigaku (京都市立音楽短期大学, dt. „Städtische Kurzhochschule für Musik“ engl. Kyoto City Junior College of Music) in Tatemoto-chō, Izumoji, Kita-ku gegründet, die 1956 nach Entomi-chō, Shōgoin, Sakyō-ku umzog. 1969 benannte sie sich in Kyōto-shiritsu Geijutsu Daigaku (京都市立芸術大学, dt. „Städtische Kunsthochschule Kyōto“, engl. Kyoto City University of Arts) um und richtete die Fakultät für Musik ein. 1980 zog sie nach Kutsukake-chō, Ōe, Nishikyō-ku um. Im selben Jahr wurde die Bijitsu Kenkyūka (美術研究科, engl. Graduate School of Art) und 1986 die Ongaku Kenkyūka (音楽研究科, engl. Graduate School of Music) gegründet.
Am 1. Oktober 2023 zog die Hochschule in den neuen Sūjin-Campus in Shimogyō-ku um, in die Nähe vom Bahnhof Kyōto.

## Absolventen
(Auswahl)
- Malerei:
  - Akino Fuku (1908–2001)
  - Ryōko Aoki (* 1973)
  - Ikeda Yōson (1895–1988)
  - Uemura Shōen (1875–1949)
  - Uemura Shōkō (1902–2001)
  - Takeuchi Seihō (1864–1942)
  - Tsuchida Bakusen (1887–1936)
  - vDōmoto Inshō (1891–1975)
  - Yuji Takeoka (* 1946)
- Moderne Kunst:
  - cHidetaka Ohno (1922–2002)
  - Kazuo Shiraga (1924–2008)
  - Yayoi Kusama (* 1929)
  - Yasumasa Morimura (* 1951)
  - Etsurō Sotō (* 1953)
  - Ikkō Tanaka (1930–2002)
  - Kenji Yanobe (* 1965)
- Holzschnitt:
  - Naoko Matsubara (* 1937)
- Musik:
  - Tetsurō Ban (* 1968)
  - Hiroshi Miyagawa
  - Yutaka Sado (* 1961)
  - Yoshi Wada (1943–2021)